# サハヤ
『サハヤ』（タガログ語: Sahaya）は、フィリピンのテレビドラマ。GMAネットワークで2019年3月18日に初公開された。

## 登場人物
サハヤ・アラティ・マグラヤオ
演：ビアンカ・ウマリ
アフマド / ジョン
演：ミゲル・タンフェリックス
ヨルダン・アルバレス
演：ミゴ・アデセル